# Nephopteris maxonii
Nephopteris maxonii är en kantbräkenväxtart som beskrevs av David Bruce Lellinger. Nephopteris maxonii ingår i släktet Nephopteris och familjen Pteridaceae. Inga underarter finns listade.